# Escuela Nacional de la Judicatura
La Escuela Nacional de la Judicatura (ENJ) es el órgano que tiene a su cargo la formación y capacitación permanente de todos los servidores del Poder Judicial dominicano, así como de los miembros de la Oficina Nacional de Defensa Pública. En virtud de la Ley núm. 327-98, del 11 de agosto de 1998, sobre Carrera Judicial, tiene categoría de centro de educación superior y, en consecuencia, está autorizada a expedir títulos y certificados en la rama de la administración judicial con el mismo alcance, fuerza y validez que tienen los expedidos por las instituciones oficiales o autónomas de educación superior.

## Programas
- Programa Formación de Aspirantes. Este programa está dirigido a formar a los futuros servidores del sistema de administración de justicia. Comprende los programas de Formación de Aspirantes a Jueces, de Formación de Aspirantes a Defensor Público, a Investigador Judicial y a Trabajador Social.

- Programa de Formación Continua.Este programa va dirigido a la formación permanente de los servidores del Poder Judicial (Jueces y empleados). Comprende las áreas de estudio: Derecho Constitucional, Derecho Privado y Administrativo, Derecho Penal, Funcional y Formación Integral.

### Títulación
- Maestría en Derecho Judicial
- Maestría en Administración de Justicia Constitucional
- Maestría en Administración de Justicia Penal
- Maestría en Administración de Justicia Especializada
- Especialidad en Redacción Expositiva y Argumentativa de las Decisiones Judiciales

## Historia
El Consejo Nacional de la Magistratura de la República Dominicana designó en 1997 la Suprema Corte de Justicia, dando cumplimiento a lo que establecía la Constitución de 1994 e iniciando el proceso de reforma judicial. El principal reto en aquella época, era hacer valer la independencia del Poder Judicial e impulsar el desarrollo del sistema de administración de justicia, apegado a la ética y la ley. Era imprescindible la creación de un centro superior de formación de jueces, dado que la Suprema Corte de Justicia, tan pronto como tomó posesión, designó nuevos jueces en los Tribunales de todo el territorio nacional, a quienes era necesario capacitar de acuerdo a las mejores prácticas judiciales.

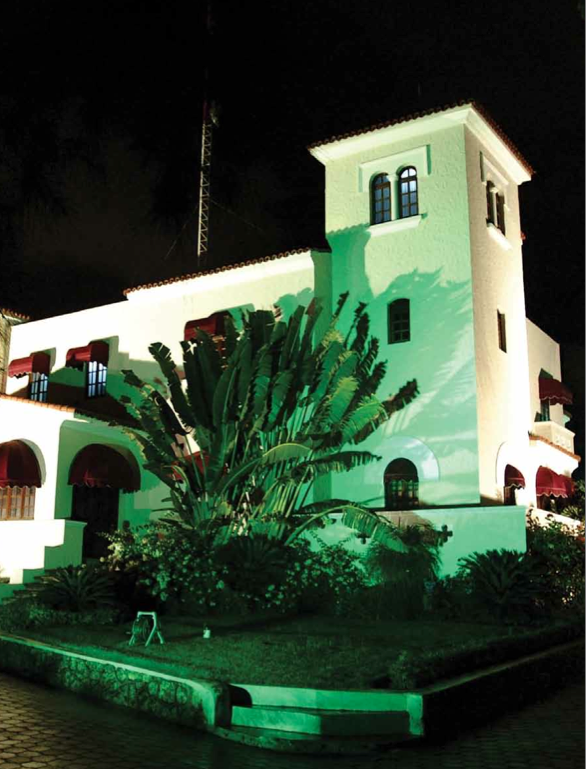
Casa ubicada en Gascue

Fue así como el 12 de febrero de 1998, mediante resolución del Pleno de la Suprema Corte de Justicia, nació la Escuela de la Magistratura. Más adelante, el 11 de agosto de 1998, fue promulgada la Ley de Carrera Judicial, con lo cual quedó constituida formalmente como la Escuela Nacional de la Judicatura, una institución adscrita al Poder Judicial dominicano y con la misión de formar a los servidores del Poder Judicial.
Al no existir en el país antecedentes de capacitación para la formación de jueces, se procedió a explorar prácticas de otras escuelas judiciales latinoamericanas, y establecer vínculos con las entidades y consultores que pudieran ayudar a encaminar los primeros pasos de la escuela. Luego se formó una estructura de dirección y gestión, cuyos servidores eran seleccionados por concurso público. Fue así, como en 1998 fue seleccionado el primer Consejo Directivo, integrado por los magistrados Jorge A. Subero Isa, Víctor José Castellanos, Arelis Ricourt Gómez y Claudio Aníbal Medrano. Así mismo, los doctores Juan Manuel Pellerano y Diego Babado Torres; el director licenciado Luis Henry Molina; los consultores internacionales, los docentes nacionales y, más adelante, hasta los aspirantes a jueces.
El ámbito de trabajo ya para el año 2002, por resolución del Pleno de la Suprema Corte de Justicia, la escuela recibe la encomienda de capacitar a todos aquellos que aspiran a formar parte de la Defensa Pública, (esta última nació ese mismo año bajo las alas de la Suprema Corte de Justicia). Esta asignación fue confirmada por la Ley núm. 277-04, del 12 de agosto de 2004, que crea el Servicio Nacional de Defensa Pública.

### Hitos importantes
- 1998 - Creación de la Escuela Nacional de la Magistratura por Resolución del Pleno de la Suprema Corte de Justicia, del 12 de febrero de 1998. Consolidación de la Escuela con la Promulgación de la Ley de Carrera Judicial No 327, del 11/8/1998.

- 1999 - Se constituye el Consejo Directivo de la ENJ y se inaugura la sede la ENJ en la Calle Moisés García n.º 18 en Gascue. Se inicia la selección de los jueces capacitadores y su proceso de formación como facilitadores. La capacitación de los capacitadores estuvo a cargo de la consultora argentina Silvana Stanga. Se forman los Comités Responsables del Sistema de Capacitación Judicial y la Comisión de Capacitación Judicial.

- 2000 - Se inicia la Consulta Nacional sobre la justicia, que sirve para elaborar el plan estratégico quinquenal del Poder Judicial. Se instala la plataforma electrónica de la ENJ y se inician los cursos virtuales, con el apoyo de la Universidad Abierta de Cataluña, la Escuela Judicial Española y la Agencia Española de Cooperación Internacional.  El gobierno asigna la actual sede de la ENJ ubicada en la César Nicolás Penson n.º 59 en Gazcue. La ENJ pone en marcha un proceso de reingeniería, con el apoyo de la USAID y la asesoría de Deloitte & Touche. Se crea la Comunidad Jurídica Virtual, con fondos del PARME y la asesoría de la Universidad Abierta de Cataluña.

- 2001 - Ingresan los jueces a la Carrera Judicial y se inicia el diseño del programa de formación de aspirantes a jueces. La ENJ es designada como Secretaría de la Red Iberoamericana de Escuelas Judiciales (RIAEJ), que agrupaba en ese momento a 25 centros de capacitación judicial de Iberoamérica hasta el año 2011.

- 2002 - Se inicia el programa de formación de aspirantes a jueces. La Suprema Corte de Justicia crea la Defensa Judicial y asigna a la ENJ la responsabilidad de formar a los defensores públicos.

- 2003 - Se celebra en la ENJ la II Asamblea de la Red Iberoamericana de Escuelas Judiciales (RIAEJ).Se crea una nueva estructura administrativa y de gestión como resultado del proyecto de Fortalecimiento Institucional, auspiciado por la Agencia de los Estados Unidos para el Desarrollo Internacional.

- 2004 - De cara a la entrada en vigencia del Código Procesal Penal, la Escuela es encargada, por la Comisión Nacional de Ejecución de la Reforma Procesal Final, del diseño e implementación del Plan Nacional de capacitación para jueces, fiscales, defensores y policías, con miras a su correcta implementación.

- 2005 - Integración de la ENJ a la Organización Internacional de Capacitación Judicial (IOJT). Extensa actividad en la formación continua para jueces y defensores públicos.

- 2006 - Ampliación del Programa de Aspirantes a Jueces a 2 años de formación teórico práctica. Celebración de la IV graduación de la ENJ, en la que 400 jueces recibieron su diploma de especialidad en Derecho Judicial. Desarrollo de diferentes diplomados en colaboración con las universidades PUCMM, UNPHU, UCSD, APEC y UNIBE.

- 2007 - Se inicia al proceso basado en la teoría social de constructivismo de Pablo Freire, que postula un proceso de aprendizaje que parte del entorno del individuo, donde el conocimiento se construya en un espacio participativo, movido por un espíritu de colaboración entre los participantes y el facilitador. Realización de 12 diplomados por la vía virtual, dirigidos a jueces, defensores públicos y la comunidad jurídica nacional e internacional.

- 2008 - Celebración del décimo aniversario de la Escuela Nacional de la Judicatura con la realización de varias actividades: Ofrenda en el Altar de la Patria, Misa de acción de Gracias, lanzamiento de la memoria institucional, producción de materiales educativos en DVD, entre otras actividades.

- 2009 - Realización de primeros talleres sobre “Transversalización de la Política de Equidad de Género en el Poder Judicial”que se impartieron. Dicha actividad fue realizada en atención a los compromisos asumidos por el Poder Judicial a través de la ratificación de instrumentos internacionales, como la Convención sobre la Eliminación de todas las Formas de Discriminación contra la Mujer (CEDAW) y la Convención Interamericana para Prevenir, Sancionar y Erradicar la Violencia Contra la Mujer (Belem Do Para). Puesta en circulación del sello postal conmemorativo al aniversario de la escuela, realizado en coordinación con el Instituto Postal Dominicano.

- 2010 - Celebración del 10 aniversario de la Temporada del Derecho Francés y la Justicia, una actividad académica realizada en coordinación con la Embajada de Francia en la República Dominicana y la Escuela de la Magistratura Francesa. Imparten la docencia expertos franceses y nacionales para los jueces dominicanos y de Iberoamérica.

- 2012 - La Escuela es reconocida ante el Ministerio de Educación Superior Ciencia y Tecnología (MESCyT), para expedir los títulos: Especialidad en Redacción Expositiva y Argumentativa de las Decisiones Judiciales, Maestría en Derecho Judicial, equivalente para el programa de Formación de Aspirante a Juez de Paz, y la Especialidad en Defensoría Pública, válida para el programa de formación de Aspirante a Defensor Público. Creación Del Headrick de la ENJ

- 2013 - Lanzamiento del proyecto comunitario Justicia y Sociedad a través de los jueces integrantes de los Comités Responsables del Sistema. El proyecto incluyó la realización de acciones de carácter social en cada Departamento Judicial en pro de la integración del Poder Judicial con las comunidades de todo el país. Acreditación del Programa de Formación de Aspirantes ante la Norma de Calidad NCR de la Red Iberoamericana de Escuelas Judiciales (RIAEJ). Se crea el Comité de Calidad de la ENJ, el Manual de Calidad. Inicia la implementación Especialidad Redacción Expositiva y argumentativa de las decisiones judiciales y la Primera Semana Cultural ENJ.

- 2014 - Recibe medalla de oro Premio Nacional a la Calidad en la Administración Pública otorgado en el marco de la IX Edición del Premio Nacional a la Calidad y Reconocimiento a las Prácticas Promisorias del Sector Público, que entrega el Gobierno Dominicano. Certificación del Proceso de Enseñanza- Aprendizaje de la ENJ en la Norma de Calidad ISO 9001-2008.

- 2016 - Se implementó la Maestría en Derecho Judicial y la Especialidad en Redacción Expositiva y Argumentativa de las Decisiones Judiciales, ambos programas especializados de educación superior, dirigidos a jueces/zas y demás servidores/as judiciales. En dichos programas estuvieron activos 4 grupos de postgrado. También fue lanzado el proyecto de responsabilidad social Educando en Justicia, dirigido para orientar a estudiantes de bachillerato en educación cívica y funcionamiento de la justicia. Se realizó la apertura para  programas de mediación, discapacidad, intérpretes judiciales e idiomas.  La ENJ obtuvo el segundo lugar de instituciones galardonadas con el premio a la Calidad Modelo CAF (gobierno dominicano), por lograr cumplir con el nivel de  satisfacción de sus usuarios. Fruto de esto se publica la carta al compromiso con el ciudadano. Se celebra el primer congreso sobre Derecho Penal y los foros sobre Violencia de Género en varios departamentos judiciales. También se crea la herramienta educativa (enjeducativo). De la Escuela egresa el primer juez no vidente y con él el mayor número de egresados de un programa de Aspirante a Juez de Paz.

- 2017 - Ampliación del programa de posgrado con el inicio de las maestrías en Administración de Justicia Especializada, Administración de Justicia Constitucional y Administración de Justicia Penal. Recertificación del Proceso de Enseñanza- Aprendizaje de la ENJ en la Norma ISO 9001-2015, primera institución educativa del país en obtener dicha certificación. La ENJ obtiene la segunda medalla de oro Premio a la Calidad bajo el Modelo CAF MAP y la Segunda Acreditación del Programa de Formación de Aspirantes ante la Norma de Calidad NCR 1000-2015 de la Red Iberoamericana de Escuelas Judiciales (RIAEJ). Los programas se adecúan al enfoque por competencias. Se realiza la primera implementación de la capacitación en Lengua de señas. De la ENJ egresa la primera juez que llega al pleno de la Suprema Corte de Justicia.  Se implementan programas para mediadores. Se realiza la primera graduación de inspectores judiciales y se llega a un acuerdo con universidades sobre temas de Teoría General del Derecho.

- 2018 - La ENJ celebra su 20 aniversario. Crea el programa de especialización para secretarias/os judiciales.

### Directores de la Escuela
| Nombre                         | Inicio período | Término período | Cargo en funciones                                 |
| ------------------------------ | -------------- | --------------- | -------------------------------------------------- |
| Juan Manuel Pellerano Gómez    | 1997           | 1998            | Director de la Escuela Nacional de la Magistratura |
| Luis Henry Molina Peña         | 1998           | 2010            | Director de la Escuela Nacional de la Judicatura   |
| Gervasia Valenzuela Sosa       | 2011           | 2019            | Directora de la Escuela Nacional de la Judicatura  |
| Dariel Alejandro Suárez Adames | 2019           | 2023            | Director de la Escuela Nacional de la Judicatura   |

### Composición Consejo Directivo
La dirección y el accionar de la escuela responde a la estrategia trazada por su consejo directivo que conforme a lo dispuesto en el reglamento de la escuela dicho debe estar compuesto por:
- El presidente de la Suprema Corte de Justicia, quien lo preside; Por otro juez de la Suprema Corte de Justicia, elegido por sus pares por un período de 4 años;
- Por un presidente de la Corte de Apelación elegido por los demás jueces presidentes de Corte de Apelación por un período de tres 3 años; Un juez de Primera Instancia elegido por los magistrados de esa misma jerarquía, por un período de un 1 año; Por el presidente del Colegio de Abogados de la República Dominicana o en su lugar un miembro designado por la Junta Directiva de dicho Colegio; Por un jurista de renombre nacional con experiencia en el quehacer docente, elegido por la Suprema Corte de Justicia, por un período de dos 2 años.
Presidentes del Consejo Directivo
| Nombre                 | Inicio | Fin    | Cargo en funciones                                                          |
| ---------------------- | ------ | ------ | --------------------------------------------------------------------------- |
| Jorge A. Subero Isa    | 1998   | 2011   | Presidente de la Suprema Corte de Justicia y del Consejo del Poder Judicial |
| Mariano Germán Mejía   | 2011   | 2019   | Presidente de la Suprema Corte de Justicia y del Consejo del Poder Judicial |
| Luis Henry Molina Peña | 2019   | actual | Presidente de la Suprema Corte de Justicia y del Consejo del Poder Judicial |

Representantes de los Jueces del Pleno de la Suprema Corte de justicia y del Consejo del Poder Judicial:
| Nombre                  | Inicio | Fin    | Cargo en funciones                                                                      |
| ----------------------- | ------ | ------ | --------------------------------------------------------------------------------------- |
| Víctor José Castellanos | 1999   | 2003   | Juez de la Segunda Cámara, Suprema Corte de Justicia                                    |
| Darío Fernández Espinal | 2004   | 2007   | Juez de la Tercera Cámara, Suprema Corte de Justicia                                    |
| Enilda Reyes Pérez      | 2007   | 2011   | Juez 3.ª. Cámara. Tierras, Laboral, Contencioso Tributario y Contencioso Administrativo |
| Elías Santini Perera    | 2011   | 2016   | Juez de Paz y Consejero del Consejo del Poder Judicial                                  |
| Leonardo Recio Tineo    | 2016   | 2021   | Juez de Paz y Consejero del Consejo del Poder Judicial                                  |
| Octavia Fernández Cury  | 2021   | actual | Jueza de Paz y Consejera del Consejo del Poder Judicial                                 |

Representantes de los Jueces Presidentes de Cortes:
| Nombre                          | Inicio | Fin    | Cargo en funciones                                                                                                  |
| ------------------------------- | ------ | ------ | --- |
| Arelis Socorro Ricourt          | 1999   | 2002   | Juez Presidente de la Cámara Civil y Comercial de la Corte de Apelación de La Vega                                  |
| Nancy Idelsa Salcedo            | 2001   | 2004   | Juez Presidente de la Corte de Trabajo de Santiago                                                                  |
| Erick Hernández Machado         | 2004   | 2009   | Juez Presidente Corte de Trabajo del Distrito Nacional                                                              |
| Altagracia Norma Bautista       | 2009   | 2012   | Juez Presidente de la Cámara Penal de la Corte de Apelación de San Cristóbal                                        |
| Yadira de Moya Kunhardt         | 2013   | 2015   | Jueza Presidente de la Cámara Civil y Comercial de la Corte de Apelación del Departamento Judicial de Santo Domingo |
| Juan Francisco Pérez Lora       | 2015   | 2018   | Juez Presidente de la Corte de Niños, Niñas y Adolescentes del Distrito Nacional                                    |
| Rafael Vásquez Goico            | 2018   | 2019   | Juez Presidente del Tribunal Superior Administrativo                                                                |
| Bernabel Moricete Fabián        | 2019   | 2022   | Juez Presidente de la Corte de Niños, Niñas y Adolescentes del Departamento Judicial De La Vega                     |
| Juan de las Nieves Sabino Ramos | 2022   | actual | Juez Presidente de la Corte de Niños, Niñas y Adolescentes del Departamento Judicial De San Pedro de Macorís        |

Representantes de los Jueces de Primera Instancia y equivalentes:
| Nombre                             | Inicio | Fin    | Cargo en funciones                                                                                            |
| ---------------------------------- | ------ | ------ | --- |
| Claudio Aníbal Medrano             | 1999   | 2000   | Juez de la Cámara Penal Corte de Apelación de San Francisco de Macorís                                        |
| Julio César Canó Alfau             | 2000   | 2001   | Juez de la Cámara Penal de la Corte de Apelación del Distrito Nacional                                        |
| Hirohito Reyes                     | 2001   | 2002   | Juez de la Suprema Corte de Justicia                                                                          |
| Mario Nelson Mariot Torres         | 2002   | 2003   | Juez de la Cámara Penal de la Corte de Apelación de La Vega                                                   |
| Félix María Reyes Valdez           | 2003   | 2004   | Juez de la Corte de Trabajo Santo Domingo                                                                     |
| Federico Fernández                 | 2004   | 2005   | Juez de la Primera Sala del Tribunal Superior Administrativo del D.N                                          |
| William Radhamés Encarnación Mejía | 2006   | 2008   | Juez de la Corte de Niños Niñas y Adolescentes de Santo Domingo                                               |
| Antonio Otilio Sánchez Mejía       | 2008   | 2009   | Juez de la Cámara Penal de la Corte de Apelación del Distrito Nacional                                        |
| Fernándo Fernández Cruz            | 2009   | 2010   | Juez Primer Tribunal Colegiado de 1.ª. Instancia Provincia Santo Domingo                                      |
| Yokaurys Morales Castillo          | 2010   | 2011   | Juez de la Tercera Sala de la Cámara Civil y Comercial del Juzgado de Primera Instancia del Distrito Nacional |
| Clarivel Nivar Arias               | 2011   | 2012   | Jueza Tribunal Colegiado del Distrito Nacional                                                                |
| Daira Cira Medina Tejeda           | 2012   | 2013   | Jueza del Cuarto Tribunal Colegiado de la Cámara Penal del Juzgado de primera del Distrito Nacional           |
| Danilo Caraballo                   | 2013   | 2014   | Juez de la Octava Sala de la Cámara Civil y Comercial del Juzgado de Primera Instancia del Distrito Nacional  |
| Saulo Ysabel Guzmán                | 2014   | 2015   | Juez de la Ejecución de la Pena                                                                               |
| Bionny Zayas Ledesma               | 2015   | 2016   | Jueza Primera Sustituta de Presidente Tribunal Colegiado del Juzgado de 1.ª Instancia de La Vega              |
| José Manuel Méndez Cabrera         | 2016   | 2017   | Juez de la Primera Sala del Juzgado de Trabajo de San Pedro de Macorís                                        |
| Ysabel Guzmán Paredes              | 2017   | 2018   | Jueza de la Sexta Sala de Familia de la Cámara Civil y Comercial de la Provincia Santo Domingo                |
| Yumiris Tuitt Santana              | 2018   | 2019   | Jueza de la Segunda Sala de la Cámara Civil del Juzgado de Primera Instancia de San Pedro de Macorís          |
| Keila Elizabeth González Belén     | 2019   | 2020   | Jueza del Tribunal de Tierras de la Jurisdicción Original de San Pedro de Macorís                             |
| Hilda Nieves Sánchez Luna          | 2020   | 2021   | Jueza de la Cámara Penal del Juzgado de Primera Instancia de Monte Plata                                      |
| Anderson Jael Cuevas Mella         | 2021   | 2022   | Juez del Juzgado de la Instrucción de Espaillat                                                               |
| Octavio Augusto Mata Upia          | 2023   | Actual | Juez del Juzgado de Primera Instancia de La Altagracia                                                        |

Representantes de renombre en la comunidad jurídica:
| Nombre                        | Inicio | Fin    | Cargo en funciones                                                  |
| ----------------------------- | ------ | ------ | ------------------------------------------------------------------- |
| Juan Manuel Pellerano Gómez   | 1999   | 2011   | Jurista y Académico, Socio Fundador de la Firma Pellerano & Herrera |
| Juan Francisco Puello Herrera | 2011   | actual | Jurista y Académico, Socio Fundador de Puello Herrera y Abogados.   |

Representantes por el Colegio de Abogados de la R.D.:
| Nombre                      | Inicio | Fin    | Cargo en funciones             |
| --------------------------- | ------ | ------ | ------------------------------ |
| Miguel de la Rosa           | 2000   | 2002   | Presidente Colegio de Abogados |
| Deómendes Olivares          | 2002   | 2004   | Presidente Colegio de Abogados |
| Julio César Terrero         | 2004   | 2008   | Presidente Colegio de Abogados |
| José Fernando Pérez Volquez | 2008   | 2010   | Presidente Colegio de Abogados |
| Diego José García           | 2010   | 2012   | Presidente Colegio de Abogados |
| José Fernando Pérez Volquez | 2012   | 2013   | Presidente Colegio de Abogados |
| Diego José García           | 2014   | 2016   | Presidente Colegio de Abogados |
| Miguel Surun Hernández      | 2016   | actual | Presidente Colegio de Abogados |

## Intercambio conocimientos
En el plano internacional la Escuela Nacional de la Judicatura fue la Secretaría General de la Red Iberoamericana de Escuelas Judiciales (RIAEJ) por diez años (2001-2011), integrada por centros de capacitación judiciales de toda Iberoamérica, entre los que se encuentran 2 subredes (Red de Escuelas Judiciales de las provincias Argentinas y la Red de Escuelas Judiciales de los Estados de México).
La RIAEJ es una comunidad de enlace para la cooperación y apoyo recíproco entre las escuelas judiciales y centros públicos de capacitación judiciales de Iberoamérica. La RIAEJ tiene su origen en la VI Cumbre Iberoamericana de Presidentes de Cortes Supremas y Tribunales Supremos de Justicia, efectuada en Canarias, España, en el mes de mayo de año 2001. En septiembre de ese mismo año realizó su primera asamblea general en Puerto Rico, en la cual la ENJ fue escogida a unanimidad como sede de la Secretaría de su Red. En su categoría de sede de dicha secretaría, se constituyó en la responsable de la coordinación de los trabajos de esta y de la facilitación de sus relaciones con organismos nacionales e internacionales y otras instituciones afines.
Actualmente la Escuela es integrante de la junta directiva del Centro de Capacitación Judicial para Centroamérica y el Caribe (CCJCC), desde donde pone en marcha actividades de capacitación para los integrantes. Las actividades de capacitación del centro están dirigidas a los jueces, juezas, magistrados y magistradas de la región. También es miembro de la Junta Directiva de la Red Iberoamericana de Escuelas Judiciales-RIAEJ.